# Variimorda truncatopyga
Variimorda truncatopyga là một loài bọ cánh cứng trong họ Mordellidae. Loài này được Pic mô tả khoa học năm 1938.